# Ecliptopera rectilinea
Ecliptopera rectilinea là một loài bướm đêm thuộc họ Geometridae. Nó được tìm thấy ở khu vực đông bắc of Himalaya, Đài Loan, miền bắc Thái Lan, bán đảo Mã Lai, Borneo, Bali, Sumbawa và Sulawesi.

## Phụ loài
- Ecliptopera rectilinear rectilinea
- Ecliptopera rectilinea kanshinensis (khu vực đông bắc of the Himalaya, Taiwan)
- Ecliptopera rectilinea impingens (bán đảo Mã Lai, Borneo, Bali, Sumbawa)
- Ecliptopera rectilinea fortis (Sulawesi)